# Molluscum pendulum
Acrochordon, Polype fibroépithélial
 Mise en garde médicale
Un molluscum pendulum, acrochordon, polype fibroépithélial, papillome pédiculé ou papillome de la peau, appelé aussi familièrement tétine au Canada francophone, est une formation tumorale cutanée bénigne et fréquente, en forme de polype, c'est-à-dire qui forme une excroissance pédiculée. Elles se développent généralement au niveau du cou, des aisselles ou de l’aine.

## Description
Ces lésions sont généralement petites, molles, rosées ou hyperpigmentées. Ce sont des polypes (excroissance reliée à la peau par un fin pédicule, et non par une large base) qui mesurent de moins de 1 mm à plus de 1 cm (rarement). Elles se localisent aux grands plis, mais également parfois aux paupières. Leur nombre augmente avec l'âge. La base étroite est évocatrice.

## Origine
Leur origine est mal comprise. Elles ont pour origine un dérèglement de la reproduction des cellules des glandes sébacées qui s'hypertrophient.

## Localisation

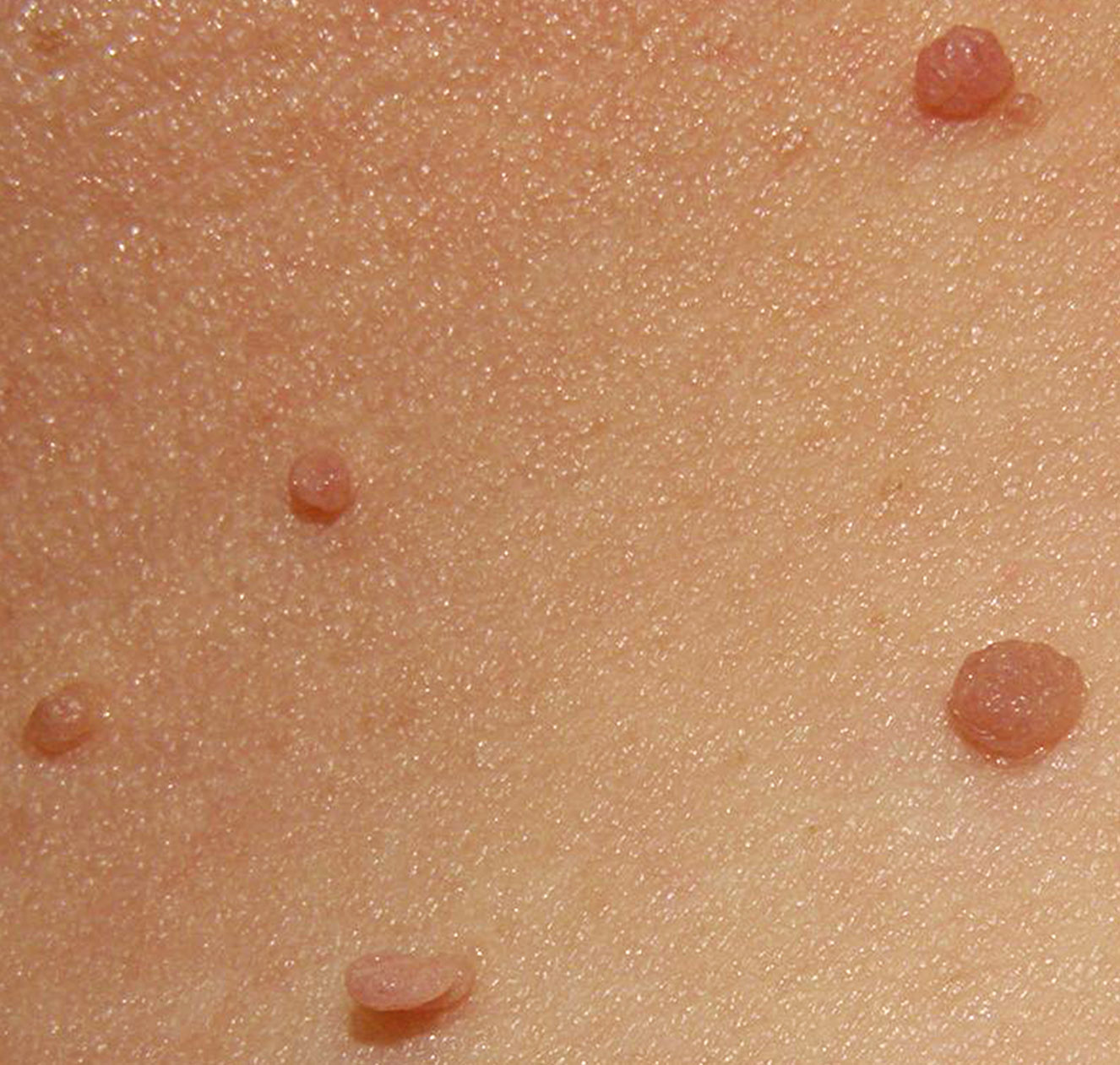
Acrochordons multiples sur le cou d'un patient.

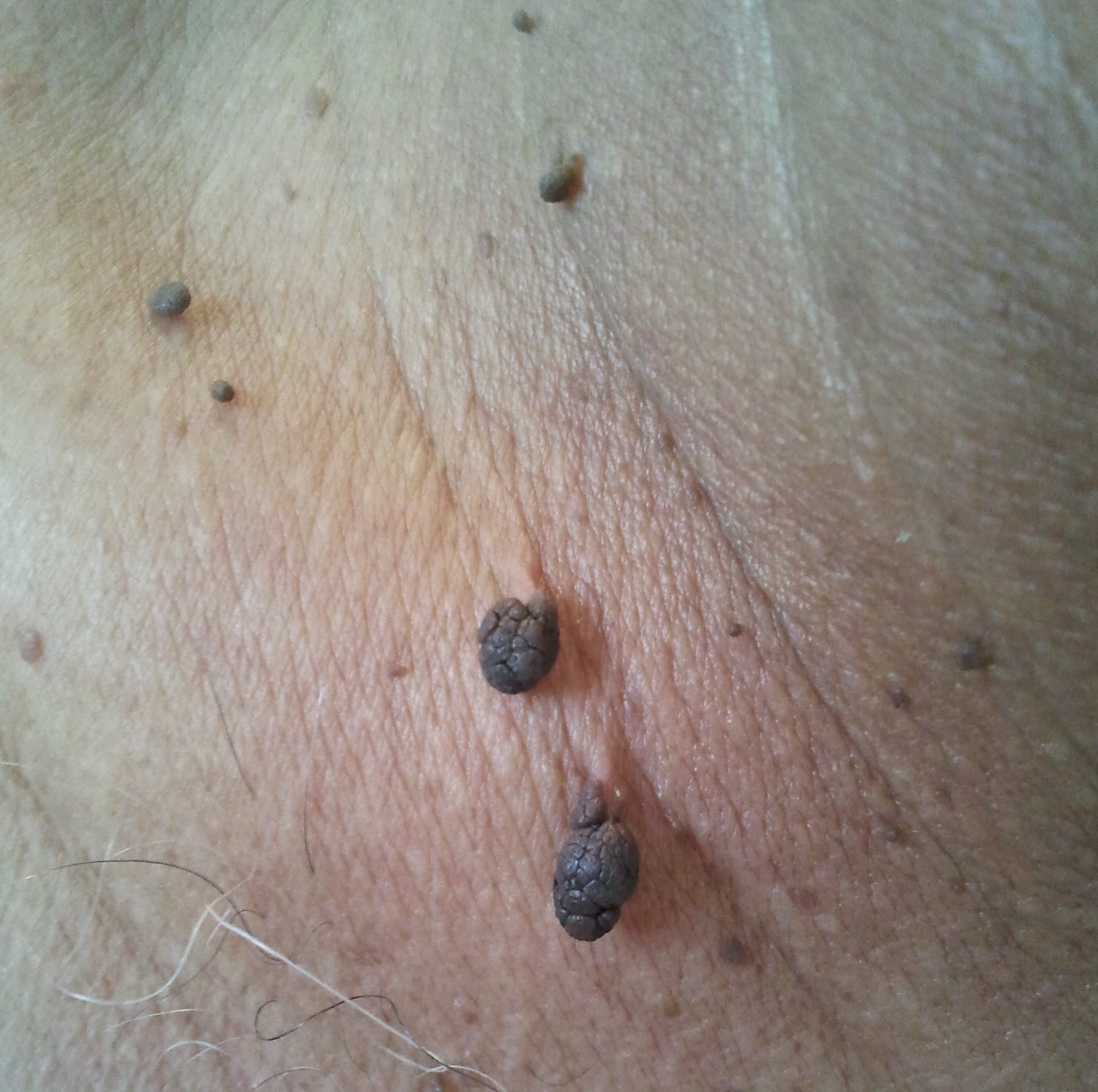
Deux molluscum pendulum, polypes hyperpigmentés à base étroite, sur le cou d'un patient âgé.

Ces lésions sont habituellement nombreuses. Elles siègent surtout dans les grands plis du corps : aine, région axillaire, paupières, etc.

## Traitement
Si les lésions sont asymptomatiques, aucun traitement n'est nécessaire sauf si elles montrent des signes d'irritation (par frottement notamment) ou pour des raisons esthétiques.
Un médecin procède alors à leur ablation à la curette après anesthésie locale.
Le diagnostic différentiel se fait avec :
1. les nævi nævocellulaires dermiques « mous » (qui ont généralement une base plus large) ;
2. les kératoses séborrhéiques pédiculées ;
3. les papillomes verruqueux viraux.

Le molluscum pendulum peut se thromboser spontanément, il devient douloureux, turgescent puis nécrotique avant de se détacher.